# Le Neuf de pique
Pour les articles homonymes, voir Neuf de pique (homonymie).
Le Neuf de pique, publié en 1956, est l’unique roman de science-fiction de John Amila.

## Résumé
Wolfgang et Amadéa, un couple d’astronautes, sont envoyés au fond de la galaxie afin d’effectuer des essais de vol intergalactique. Le problème du mur du 9 de pique les obsède. Les affirmations ésotériques d’un Tibétain les amènent à penser à l’existence d’une conscience de la galaxie qui serait un colossal être vivant…

## Éditions
Le roman est publié dans la Le Rayon fantastique avec le numéro 43 en 1956. Il est réédité avec le numéro 21 dans la collection Fantastique - Science-fiction - Aventure chez Néo en 1980 puis avec le numéro 27 dans la collection Playboy. Science-fiction chez Eurédif en 1984.

## Autour du livre
Dans une interview en 1972, Jean Amila explique qu’il a écrit ce roman pour des raisons alimentaires « C’est un moment de ma vie où j’étais fauché, alors, comme c’est pas permis, mais alors fauché à crever de faim. ».
L’édition chez Néo contient une préface de François Guérif.

## Source bibliographique
- Polar revue trimestrielle no 16, octobre 1995